# THERE'S NO TURNING BACK
『THERE'S NO TURNING BACK』（ゼアーズ・ノー・ターニング・バック）は、日本のロックバンド、THE BAWDIESの通算4枚目のアルバム。

## 概要
- 前作より1年ぶりのアルバム。アナログ盤も同時発売。

## 収録曲
1. I'M A LOVE MAN (3:16)
（作詞：渡辺亮　作曲：THE BAWDIES）
2. HOT DOG (2:53)
（作詞・作曲：渡辺亮）
3. IT'S TOO LATE (2:59)
（作詞・作曲：渡辺亮）
4. KEEP YOU HAPPY (2:43)
（作詞：渡辺亮　作曲：THE BAWDIES）
  - ポッキーチョコレート　スペースシャワーTVバージョン　CFソング
5. SAD SONG (3:42)
（作詞・作曲：渡辺亮）
6. SOMEBODY HELP ME (2:53)
（作詞・作曲：渡辺亮）
7. B.P.B (2:42)
（作詞：舟山卓　作曲：THE BAWDIES）
8. TRY IT AGAIN (3:19)
（作詞・作曲：渡辺亮）
9. GOOD MORNING (2:58)
（作詞・作曲：渡辺亮）
10. I WANT TO THANK YOU (3:09)
（作詞・作曲：渡辺亮）
11. MOVIN' AND GROOVIN' (2:30)
（作詞・作曲：渡辺亮）

全編曲：THE BAWDIES